# راسم سردست
راسم سردست الدمشقي ضابط مدفعية سوري ساهم في الثورة العربية الكبرى التي قام بها الشريف حسين ضد الدولة العثمانية عام 1916م.

## السيرة
راسم بك سردست ضابط سوري ينتمي إلى عائلة سردست، وهي إحدى العوائل المعروفة في دمشق،  تخرج من المدرسة الحربية في إسطنبول بدأ حياته العسكرية في المدفعية التركية. وقع في الأسر عند الإنكليز، ومن الأسر التحق بالثورة العربية وابلى فيها. وفي فترة الحكم الفيصلي في سورية أصبح مرافقاً عسكرياً للأمير زيد وكذلك المرافق صبيح نجيب. ثم التحق بفيصل بالعراق وأصبح ضابطاً في الجيش العراقي.
فهو عندما كان في الحجاز مع صديقه الملازم قسطنطين يني كان من المخلصين للشريف حسين وأبنائه، فقد عمل ياوراً للأمير زيد بن الحسين أثناء العمل معه في جدة. كما أنه حارب باستبسال أثناء قيام الثورة العربية. وقد برز راسم سردست الدمشقي في معارك الشمال بقيادته الماهرة لمدفعية الجيش العربي ابان الثورة العرببة. يذكر رستم حيدر في مذكراته، انه حينما سافر إلى ميلانو سنة 1920 للقاء الملك وجد (راسم ميرألاي) لا خرجية (مصرف) في جيبه. كما أسماه راسم المدفعي.
وكان من المحزونين، وراح بعد ذلك يداوي جروحه بالعمل في تجارة السيارات ببغداد. وعند تقاعده من الخدمة العسكرية عاد إلى دمشق وافتتح معرضاً للسيارات، وتوفي فيها.

## تأسيس الجيش العربي
كان للمير ألاي راسم سردست المدفعي دور بارز مع عدد آخر من الضباط العرب في وضع اللبنات الأولى لتأسيس الجيش العربي. فعندما أطلق شريف مكة الحسين بن علي من بندقيته طلقة واحدة عام 1916م، والتي من خلالها أعلن الشريف الحسين الثورة العربية الكبرى ضد الدولة العثمانية.
وقبل ذلك الحين كان راسم سردست قد أسر باحدى المعارك أثناء مواجهة الإنكليز، مع مولود مخلص الذي جاءته أخبار الثورة وهو في الاسر فقرر الانضمام إليها مع علي جودت الأيوبي، وجميل المدفعي، وفائز الغصن، وعبد الله الدليمي، وتوفيق الحموي وغيرهم، إتصل مولود بالحاكم السياسي البريطاني بالبصرة وطلب منه السماح له ولعدد من رفاقه بالالتحاق بالشريف حسين زعيم الثورة العربية، فوافق، وغادر مولود مخلص ورفاقه البصرة يوم 24 تموز 1916م. وبينما كان نوري السعيد وعزيز علي المصري يسارعون الخطوات لانشاء الجيش العربي في رابغ، كان مولود مخلص وعبد الله الدليمي وراسم سردست يعملون في تأسيس جيش نظامي في ينبع، فتولى الأول تنظيم قوة الخيالة، وتولى الثاني المشاة، والثالث راسم سردست تولى المدفعية.

## الثورة العربية
عند قيام الثورة العربية ضد العثمانيين انضم إليها عدد من الضباط عند مفاتحتهم بالثورة، وهم من الذين قد تم اسرهم من قبل الجيش البريطاني في الحرب العالمية الأولى وحجزوا في الهند بمعتقل اسمه (سمربور) الذي يبعد عن مدينة بومباي حوالي مائة كيلو متر، وكان فيه وقت نشوب الثورة زهاء (300) ضابط عربي (4000) جندي معظمهم عراقيين. وقد وصل خبر الثورة إلى بعض الأسرى عن طريق مترجم في خدمة الإنكليز يدعى حسين أفنان. وفي منتصف حزيران 1916م، اختار الإنكليز من بين الأسرى (10) ضباط و (150) جندياً، من المختصين بالمدفعية، سينقلونهم إلى العراق بحجة مبادلتهم باسرى من الإنكليز. وعند مفاتحة الضباط للالتحاق بالثورة امتنع أربعة ضباط وخمسة عشر جندياً فاعيدوا إلى معتقل قرب القاهرة، اما الذين استجابوا للثورة ووافقوا على الالتحاق بها فهم كل من، اليوزباشي (النقيب) رشيد المدفعي، وعدد آخر من الضباط برتبة ملازم ثاني وهم سعيد المدفعي، محمد حلمي الحاج ذياب، راسم سردست، داود صبري، إبراهيم الراوي، وقد نقلوا هؤلاء مع جنودهم إلى القاهرة فمكثوا فيها اسبوعاً واحداً، ثم غادروها بالقطار إلى السويس، ثم ركبوا منها باخرة متجهة إلى جدة ومعهم نوري السعيد، فوصلوا جدة 2 آب 1916. وقد اشترك راسم سردست في معركة الطفيلة، فقد كان قائداً للحامية العسكرية التي كانت تكمن للأتراك قرب المسالك المؤدية إلى الطفيلة.فعندما زحف حامد فخري بقواته من الكرك يوم 23 كانون الثاني 1918 متجها للهجوم على الطفيلة من الجهة الشمالية، وبلغت خيالة الأتراك السهل القريب، اصطدمت باهل الطفيلة الذين هبوا لصد الاعداء مع رجال المطالقة من الحويطات، وثلة من الجنود النظاميين الذي تسلم قيادتهم عبد الله الدليمي من راسم سردست ومعهم الرشاشات، وقد اشترك في معركة الدفاع هذه العقيلات الذين كانوا يشكلون حرساً خاصاً للأمير زيد. وفي 9 آذار 1918م، تم إرسال الشريف علي بن زيد لمهاجمة سكة الحديد ومعه مدفع وأربعة رشاشات و (35) جندياً نظامياً، و (60) جندياً من المشاة، وقد استهدفت منطقة التوانة وكانت العملية بقيادة راسم سردست. وقد اوصى الأمير زيد بترقية كل من راسم سردست، وعبد الله الدليمي بناءً على شجاعتهم وخدماتهم التي تشكر. ونلاحظ ان زيد لم يشر إلى لورنس بكلمة واحدة. وسردست هو أحد أربعة ضباط منحتهم الحكومة البريطانية رتبة الخدمة المتميزة للأوامر العسكرية (DSO)، لاستبسالهم في محاربة الأتراك في معارك الحجاز وشرق الأردن. أما الآخرون فهم نوري السعيد وجعفر العسكري ومولود مخلص.ودخل الشام مع الفاتحين.وهلل مع المهللين. يقول رستم حيدر: ذكر لي راسم المدفعي انه وصل إلى الوجهة ومعه مولود مخلص، اراد ان يفهم إذا كانت الحركة 
لاجل الحجاز أو لسورية والعراق ايضاً، فسأل فيصلاً، فاخذ هذا المصحف بيده وقال اقسم لكم اني لا أدع السلاح إلا بعد تأمين استقلال العرب جميعاً، واني اؤمنكم بان استقلال العرب مضمون كما اراكم، ما عدا الفاو فان مسألتها لم تحل تماماً.

## موقفه من مقتل جعفر العسكري
في 1936/11/29م، قام الفريق الركن بكر صدقي حركة عصيان عسكري أودت بحياة وزير دفاع المملكة العراقية حيث قام صدقي باعطاء الأمر لعدد من ضباط وحدته بقتل وزير الدفاع جعفر العسكري، فاختار لتنفيذ هذه المهمة مرافقه الملازم جمال جميل، والملازم الأول الطيار جواد حسين، والمقدم جميل فتاح، و (الرئيس) النقيب إسماعيل عباوي، وفي رواية أخرى انه اختار إسماعيل عباوي (المعروف باسماعيل توحلة) والرئيس أول (الرائد) لازار برودروموس،  وامرهم بقتل جعفر العسكري. وهنا طار صواب المقدم راسم سردست الذي كان واقفا مع هؤلاء الضباط فاخذ يرجوا بكر صدقي بل ويتخضع له حتى ينثني عن قتل العسكري نظرا لما له من المكانة الكبيرة بين منتسبي الجيش وفي بنائه

## وفاته
يبدوا ان راسم سردست قد توفي قبل عام 1947م، وفقاً لما جاء بمحاضرات لرئيس الوزراء العراقي نوري السعيد وتحديداً في المحاضرة الأولى التي القاها في كلية الأركان في 5 مايس 1947م، فعندما ذكر اسم راسم سردست قال عنه: (المرحوم راسم سردست) فنستشف من هذا انه توفي قبل عام 1947.